# Cozieni
Cozieni é uma comuna romena localizada no distrito de Buzău, na região de Valáquia. A comuna possui uma área de 55.61 km² e sua população era de 2247 habitantes segundo o censo de 2007.